# ドラグ恐竜剣
『ドラグ恐竜剣』（ドラグきょうりゅうけん）は、永井豪による日本の少年漫画。
『月刊コロコロコミック』（小学館）にて1993年8月号から1994年3月号まで掲載。その後、少年王コミックスとして光文社から単行本が発売されたが、1994年3月号のコロコロコミックに掲載されていた最終話が収録されず、2月号に掲載されていたエピソードが最終話として収録された。

## ストーリー
人型に進化した恐竜たちにより、人間は「駄民（ダミー）」として虐げられていた。物語の主人公であるドラグ万竜は、そんな人間たちを思いやるかたわら、師の仇を討つため、放浪の旅をしていた。その道中、市場で暴れまわっていたならず者の恐竜人たちを持ち前の剣術で一人残らず成敗する。すると、それを見ていた人間の少年、トントは万竜に弟子入りを志願する。初めはそれを断る万竜だったが、トントの熱意に押されて同行を許し、ふたりの冒険が始まる。

## 登場人物
宗家ドラグ万竜
物語の主人公。トリケラトプスから進化した恐竜人で、師から託された剣術『ドラグ流剣法』の使い手。闇討ちされ、奥義が記された巻物を強奪されてしまった師の仇を討つべく、旅をしている。
トント
もう1人の主人公。頭にバンダナを着けている人間の少年。市場でならず者達を成敗する万竜を見、強くなりたいと思い、彼の旅に同行し、弟子入りを果たす。まだ子供のためか、やんちゃな面も見受けられる。
リリア紅竜
旅先の旅館で、万竜とトントが知り合った女剣士。彼女もまた、ドラグ流剣法の使い手で、師の仇を討つために旅をしていた。

## 単行本
1995年に光文社から発売。全1巻。
なお、台湾では「恐龍剣」のタイトルで発売されていた。